# ラブホテル規制条例
ラブホテル規制条例（ラヴホテルきせいじょうれい）とはラブホテルの規制に関する条例。

## 概要
ラブホテルの建設や経営を規制することで、良好な生活環境を維持形成するとともに青少年の健全育成に資することを目的としている。
1981年に大阪府東大阪市が初めて制定した。

### 政令指定都市や特別区の条例
| 自治体       | 条例名                         |
| ------------ | ------------------------------ |
| 新潟県新潟市 | 新潟市ラブホテル建築等規制条例 |
| 東京都渋谷区 | 渋谷区ラブホテル建築規制条例   |
| 大阪府堺市   | 堺市ラブホテル建築等規制条例   |

## ラブホテル規制条例に関する事件
- 東郷町ラブホテル訴訟（愛知県）

## 関連書籍
- 大橋洋一「旅館業法より強い規制を定めた条例」（地方自治判例百選）
- 南川諦弘「ラブホテル規制条例と新風営法」（自治研）